# Vlasta Chramostová
Vlasta Chramostová, née le 17 novembre 1926 à Brno (Tchécoslovaquie) et morte le 6 octobre 2019 à Prague (Tchéquie), est une actrice de cinéma tchèque.

## Biographie
Vlasta Chramostová apparaît dans plus de 35 films depuis 1949. Elle commence sa carrière dans le film Le Piège (The Trap) qui entre dans la sélection du Festival de Cannes de 1951.

## Filmographie

### Longs métrages
- 1949 : Veliká příležitost de K. M. Walló
- 1950 : Le Piège de Martin Frič (en sélection officielle du festival de Cannes de 1951)
- 1952 : Action B (Akce B) de Josef Mach
- 1953 : Tajemství krve ou The Secret of Blood (en) de Martin Frič
- 1956 : Enjeu de la vie (Hra o zivot) de Jiří Weiss
- 1957 : Bomba de Jaroslav Balík
- 1960 : Zlé pondelí de Milan Vosmik
- 1961 : Spadla s mesíce de Zdenek Podskalský
- 1963 : Un jour un chat (Az Prijde Kocour) de Vojtěch Jasný (Grand Prix Technique et Prix spécial du jury du festival de Cannes de 1963[4])
- 1963 : Letos v zari de Frantisek Daniel
- 1964 : Komedie s Klikou de Václav Krška
- 1965 : Délka polibku devadesát d'Antonín Moskalyk
- 1965 : Bílá paní de Zdenek Podskalský
- 1968 : Objízdka de Josef Mach
- 1968 : Maratón d'Ivo Novák
- 1969 : L'Incinérateur de cadavres (Spalovač mrtvol) de Juraj Herz
- 1998 : Il faut tuer Sekal (Je třeba zabít Sekala) de Vladimír Michálek
- 1999 : Kure melancholik de Jaroslav Brabec
- 2011 : Sur le départ de Václav Havel

### Film d'animation
- 1960 : Šlamastyka s Měsícem de Svatava Rumlová et Ludvík Ráža

### Courts-métrages
- 1962 : Destivý den de Jirí Belka
- 1963 : Skotská s ledem de Pavel Blumenfeld
- 1971 : Becicka de Václav Hudecek

### Téléfilm et série TV
- 1954 : Hry lásky plné de Zdeněk Podskalský st.
- 1962 : Tvrdohlavá zena a zamilovaný skolní mládenec - téléfilm de Frantisek Filip
- 1965 : Soudničky - série télévisée de Pavel Blumenfeld
- 1967 : Případ paní Luneauové - téléfilm de Pavel Blumenfeld
- 1967 : Jegor Buličov - téléfilm de Jaroslav Dudek
- 1968 : Klapzubova jedenáctka - série télévisée d'Eduard Hofman
- 1969 : Kaviár jen pro přátele - téléfilm de Jaroslav Dudek
- 1970 : Lítost - téléfilm d'Evald Schorm
- 1972 : Michelup a motocykl - téléfilm de Ludvík Ráža
- 2002 : Samota - téléfilm de Jaroslav Brabec
- 2003 : P.F. 77 - téléfilm de Jaroslav Brabec
- 2007 : Hrabenky - série télévisée

## Rôles au théâtre
- 1961 : Dalskabáty hříšná ves aneb Zapomenutý čert - Mise en scène de Jiří Bělka
- 1969 : Alchymista - Mise en scène de Zdeněk Kubeček
- 1979 : Play Macbeth - Mise en scène de Pavel Kohout
- 1990 : Zpráva o pohřbívání v Čechách - Mise en scène de Luboš Pistorius
- 2010 : Odcházení - Mise en scène d'Aleš Kisil